# Кидрих
Кидрих (нем. Kiedrich) — община в Германии, в земле Гессен. Подчиняется административному округу Дармштадт. Входит в состав района Райнгау-Таунус.  Население составляет 3927 человек (на 31 декабря 2010 года). Занимает площадь 12,35 км².

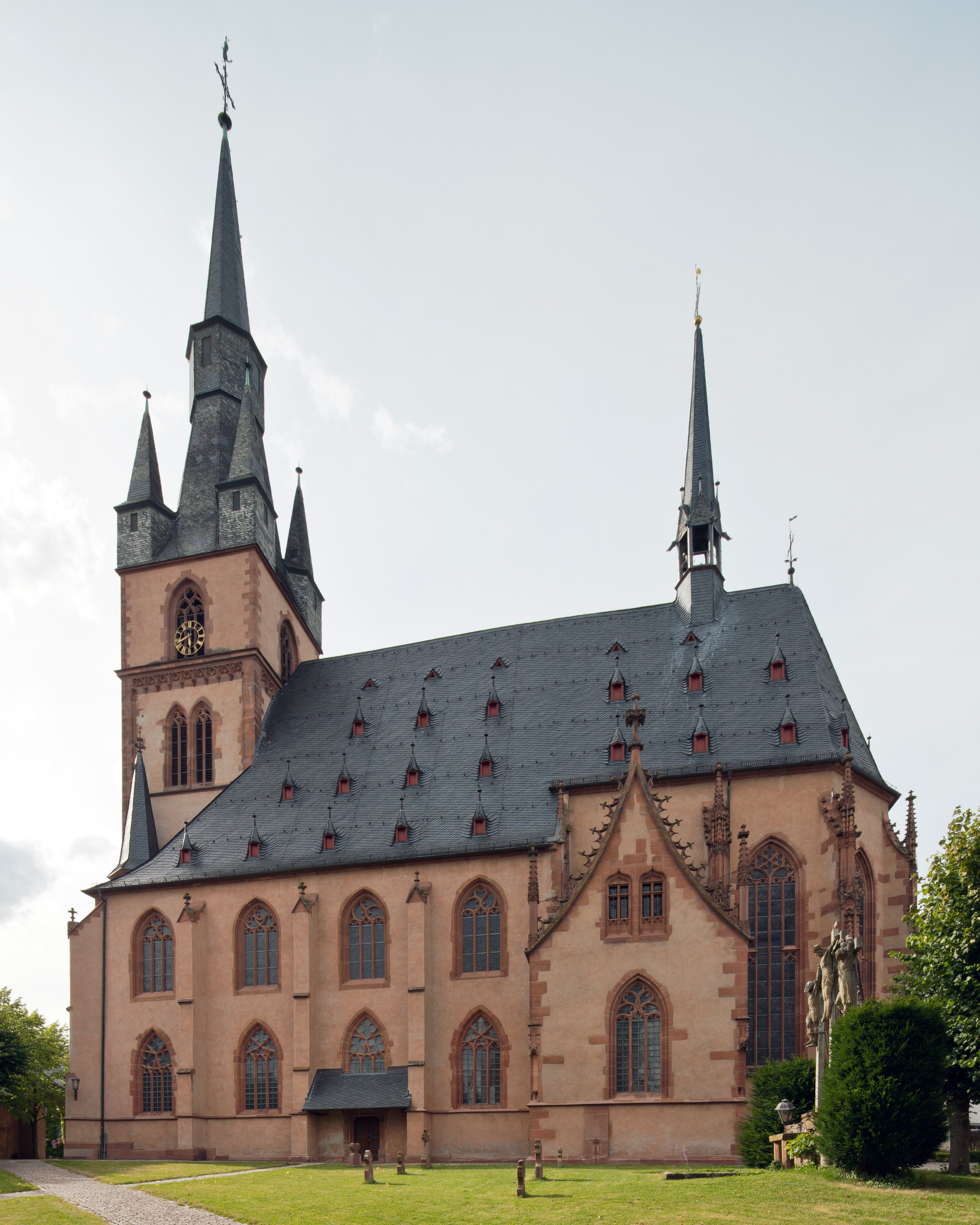
Кидрих